# Lima
Lima là thủ đô, thành phố lớn nhất của Peru, đồng thời là thủ phủ của tỉnh Lima. Đây là trung tâm văn hoá, công nghiệp, tài chính và giao thông của Peru, nằm tại vùng thung lũng bao quanh cửa sông Chillón, sông Rímac và sông Lurín. Thành phố có diện tích 804,3 km² dân số chiếm 2/3 tổng số dân cả nước. Sự tập trung của cải và quyền lực ở Lima càng lớn hơn. Thành phố chiếm 2/3 GDP cũng như thu thuế, đầu tư tư nhân, tiền gửi ngân hàng, số lượng thầy thuốc và sinh viên của Peru. Dù có các nỗ lực phi tập trung hoá, Lima vẫn là nơi tập trung các cơ sở chính của các cơ quan chính phủ. Trung tâm lịch sử của Lima được UNESCO công nhận là di sản thế giới.

## Địa lý
Khí hậu của thành phố ôn hoà, dù vị trí của thành phố ở vùng nhiệt đới, nhờ dòng khí lạnh của Dòng hải lưu Peru, Thái Bình Dương chảy theo hướng Bắc, dọc theo bờ biển từ Bắc Cực. Mưa ở Lima hiếm hoi do dòng hải lưu duyên hải lạnh và hiệu ứng mưa chặn mưa của Dãy Andes chặn dòng khí ấm chứa hơi ẩm từ phía Đông. Bờ biển thường bị phủ lớp màn sương mù nặng được gọi là garúa, đặc biệt dày đặc vào những tháng mùa đông, mát hơn từ tháng 4 đến tháng 10. Đặc trưng khí hậu của thành phố từ tháng 11 đến tháng 3 là ban ngày ấm nắng và buổi tối mát. Thành phố nằm trong khu vực địa chấn, các trận động đất lớn đã xảy ra các năm 1687, 1746.

## Dân số
Năm 2003, Lima có dân số 7,9 triệu, sinh sống tại 33 quận. Thành phố tăng thêm hơn 2,5 triệu người kể từ năm 1981 khi dân số của thành phố là 4,1 triệu. Hơn 90% dân số của Lima là người mestizo, người có dòng máu châu Âu pha trộn với người thổ dân châu Mỹ và cộng đồng thiểu số da trắng, da đen, châu Á, trong đó người gốc Nhật Bản là đông nhất. Từ thập niên 1940, Lima đã trải qua những đợt tăng trưởng nhanh về dân số, khoảng 7% mỗi năm kể từ thập niên 1960, 5% thập niên 1970 và 4% thập niên 1980. Sự tăng dân số nhanh do dòng dân di cư từ các vùng nông thôn và đô thị nhỏ của Andes đã khiến cho tình hình vùng đô thị này trở nên ngày càng nghiêm trọng, thành phố không thể cung cấp đủ nước, nhà ở và các dịch vụ công công cộng khác. Xung quanh thành phố đang hình thành những khu nhà lụp xụp, ổ chuột.

## Khí hậu
| Dữ liệu khí hậu của Lima                                                 | Dữ liệu khí hậu của Lima | Dữ liệu khí hậu của Lima | Dữ liệu khí hậu của Lima | Dữ liệu khí hậu của Lima | Dữ liệu khí hậu của Lima | Dữ liệu khí hậu của Lima | Dữ liệu khí hậu của Lima | Dữ liệu khí hậu của Lima | Dữ liệu khí hậu của Lima | Dữ liệu khí hậu của Lima | Dữ liệu khí hậu của Lima | Dữ liệu khí hậu của Lima | Dữ liệu khí hậu của Lima |
| Tháng                                                                    | 1                        | 2                        | 3                        | 4                        | 5                        | 6                        | 7                        | 8                        | 9                        | 10                       | 11                       | 12                       | Năm                      |
| ------------------------------------------------------------------------ | ------------------------ | ------------------------ | ------------------------ | ------------------------ | ------------------------ | ------------------------ | ------------------------ | ------------------------ | ------------------------ | ------------------------ | ------------------------ | ------------------------ | ------------------------ |
| Cao kỉ lục °C (°F)                                                       | 32 (90)                  | 33 (91)                  | 33 (91)                  | 34 (93)                  | 29 (84)                  | 27 (81)                  | 27 (81)                  | 27 (81)                  | 26 (79)                  | 26 (79)                  | 29 (84)                  | 31 (88)                  | 34 (93)                  |
| Trung bình ngày tối đa °C (°F)                                           | 25.8 (78.4)              | 26.5 (79.7)              | 26.0 (78.8)              | 24.3 (75.7)              | 21.7 (71.1)              | 19.7 (67.5)              | 18.7 (65.7)              | 18.4 (65.1)              | 18.7 (65.7)              | 19.9 (67.8)              | 21.9 (71.4)              | 23.9 (75.0)              | 22.1 (71.8)              |
| Trung bình ngày °C (°F)                                                  | 22.5 (72.5)              | 23.0 (73.4)              | 22.6 (72.7)              | 21.0 (69.8)              | 18.9 (66.0)              | 17.5 (63.5)              | 16.9 (62.4)              | 16.5 (61.7)              | 16.7 (62.1)              | 17.6 (63.7)              | 19.2 (66.6)              | 20.8 (69.4)              | 19.4 (66.9)              |
| Tối thiểu trung bình ngày °C (°F)                                        | 19.1 (66.4)              | 19.4 (66.9)              | 19.2 (66.6)              | 17.6 (63.7)              | 16.1 (61.0)              | 15.3 (59.5)              | 15.0 (59.0)              | 14.6 (58.3)              | 14.6 (58.3)              | 15.2 (59.4)              | 16.4 (61.5)              | 17.7 (63.9)              | 16.7 (62.1)              |
| Thấp kỉ lục °C (°F)                                                      | 15 (59)                  | 15 (59)                  | 16 (61)                  | 13 (55)                  | 11 (52)                  | 9 (48)                   | 9 (48)                   | 10 (50)                  | 11 (52)                  | 12 (54)                  | 11 (52)                  | 13 (55)                  | 9 (48)                   |
| Lượng Giáng thủy trung bình mm (inches)                                  | 0.9 (0.04)               | 0.3 (0.01)               | 4.9 (0.19)               | 0.0 (0.0)                | 0.1 (0.00)               | 0.3 (0.01)               | 0.3 (0.01)               | 0.3 (0.01)               | 5.4 (0.21)               | 0.2 (0.01)               | 0.0 (0.0)                | 0.3 (0.01)               | 13.0 (0.51)              |
| Độ ẩm tương đối trung bình (%)                                           | 81.6                     | 82.1                     | 82.7                     | 85.0                     | 85.1                     | 85.1                     | 84.8                     | 84.8                     | 85.5                     | 83.5                     | 82.1                     | 81.5                     | 82.8                     |
| Số giờ nắng trung bình tháng                                             | 179.1                    | 169.0                    | 139.2                    | 184.0                    | 116.4                    | 50.6                     | 28.6                     | 32.3                     | 37.3                     | 65.3                     | 89.0                     | 139.2                    | 1.284                    |
| Nguồn 1: World Meteorological Organization (UN)                          |                          |                          |                          |                          |                          |                          |                          |                          |                          |                          |                          |                          |                          |
| Nguồn 2: BBC Weather (record high and record low), sunshine and humidity |                          |                          |                          |                          |                          |                          |                          |                          |                          |                          |                          |                          |                          |

## Lịch sử
Lima được thành lập tháng giêng năm 1535 và được đặt tên là Ciudad de los Reyes, có nghĩa là Thành phố của các vua. Thành phố có vai trò quan trọng ở "tân thế giới" từ năm 1542, khi Charles V là người cai quản Lima. Sau khi Pizarro xâm lược Đế quốc Inca, Lima trở thành thủ đô của Phó vương Peru, một vùng hành chính bao gồm phần lớn các khu vực lãnh thổ ở Nam Mỹ. Trong suốt ba thế kỷ thuộc địa, phần lớn việc buôn bán của Tây Ban Nha với Nam Mỹ được thực hiện thông qua Callao. Lima đã bùng phát và trở thành một trung tâm chính trị, văn hoá, thương mại của Nam Mỹ thuộc Tây Ban Nha, và giàu lên nhờ các nguồn dự trữ vàng và bạc của Andes.
Tầm quan trọng của Lima có phần giảm sút sau khi giai đoạn thuộc địa kết thúc. Trong những cuộc chiến giành độc lập của châu Mỹ Latin, đây là thành trì của lực lượng hoàng gia phản đối việc chia tách khỏi Tây Ban Nha. Tướng José de San Martín, một trong những lãnh đạo của phong trào độc lập đã chiếm lĩnh thành phố vào năm 1821 và năm năm sau đó, thành phố trở thành thủ đô của nước Peru độc lập. Lima vẫn giữ được vai trò ưu thế vượt trội của Peru và là một thủ đô lớn của Nam Mỹ trong thế kỷ 19. Từ năm 1881 đến 1883, thành phố bị quân Chile chiếm đóng trong cuộc Chiến tranh Thái Bình Dương, buộc chính phủ Peru phải tháo chạy lên Cao nguyên Andes.
Dân số tăng nhanh từ thập niên 1950 đã khiến cho Lima lớn gấp 10 lần so với thành phố lớn thứ hai của Peru. Các khu ổ chuột mọc xung quanh thành phố là nơi sinh sống của gần 1/3 dân số Lima.

### Trung tâm lịch sử
Trung tâm lịch sử của Lima là bằng chứng cho sự phát triển kiến trúc đô thị thuộc địa Tây Ban Nha, có tầm quan trọng về kinh tế, chính trị, văn hóa ở Peru nói riêng và Mỹ Latinh nói chung. Với rất nhiều các quảng trường, các nhà thờ, tu viện, cung điện và các tòa nhà thế kỷ 17, 18. Các công trình mang đậm lối kiến trúc kết hợp giữa Hispano và Baroque.
Tòa nhà nổi bật nhất ở Lima chính là San Francisco de Lima, một tu viện thời kỳ thuộc địa Tây Ban Nha. Cùng với Santa Catalina de Arequipa, đây là một trong hai công trình kiến trúc được bảo tồn tốt nhất cho đến ngày nay.
Ngoài ra, trung tâm lịch sử Lima có rất nhiều các công trình lịch sử như:
- Quảng trường San Martín
- Tổ hợp nhà thờ San Francisco, La Soledad và El Milagro
- Plaza de Armas (bao gồm nhà thờ Sagrario, các nhà nguyện của Tổng giám mục)
- Plaza de la Vera Cruz
- Santo Domingo và San Augustin
- Cổng Callao
- Đại học San Marcos (xây dựng từ năm 1551)

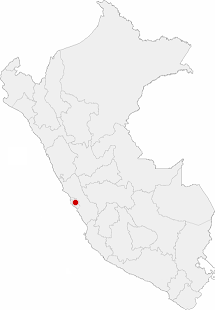
Vị trí của Lima tại Peru

- Torre Tagle
- Casa Courret (thế kỷ 19)

## Các sự kiện liên quan
- Trong thập niên 1980 và đầu thập niên 1990, thành phố xảy ra các vụ đánh bom, ám sát và tấn công của nhóm khủng bố Sendero Luminoso (Con đường Ánh sáng).
- Tháng 12 năm 1996, một nhóm cách mạng khác mang tên Phong trào cách mạng Tupac Amarú (MRTA), đã chiếm giữ khu nhà ở của đại sứ Nhật Bản khi đang diễn ra một buổi tiệc trong kỳ nghỉ, có 500 người bị bắt làm con tin. Trong cuộc bao vây kéo dài bốn tháng, những kẻ phiến loạn đã đưa yêu sách phải thả những thành viên của họ đang bị giam và phải cải thiện điều kiện trong nhà tù, họ đã thả một số con tin và giữ lại 72 người. Vụ việc kết thúc vào tháng 4 năm 1997, khi những người lính Peru đã giải cứu con tin và giết tất cả các thành viên của MRTA, khi đó có một con tin thiệt mạng.

## Hình ảnh

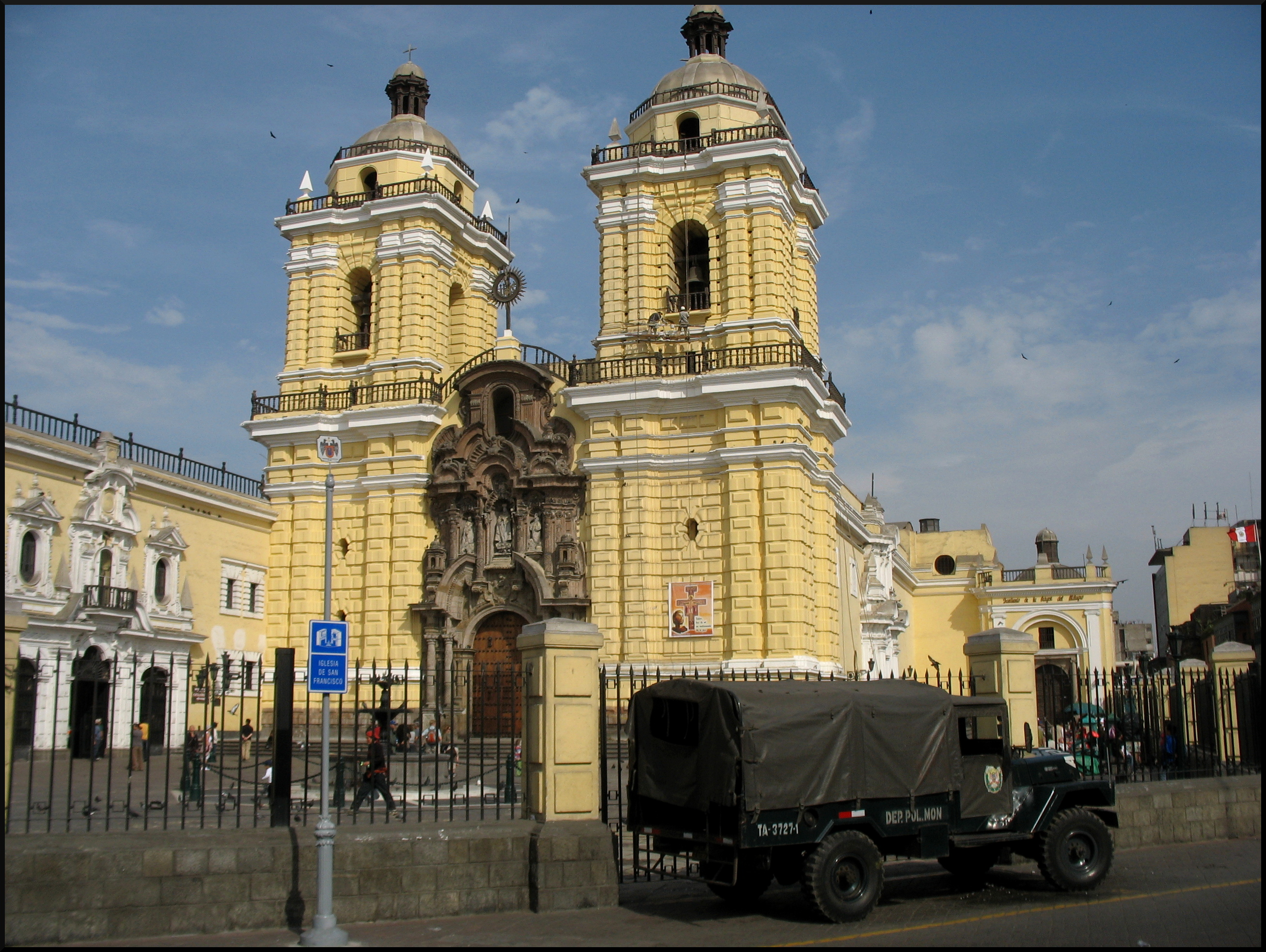
Nhà thờ San Francisco de Lima
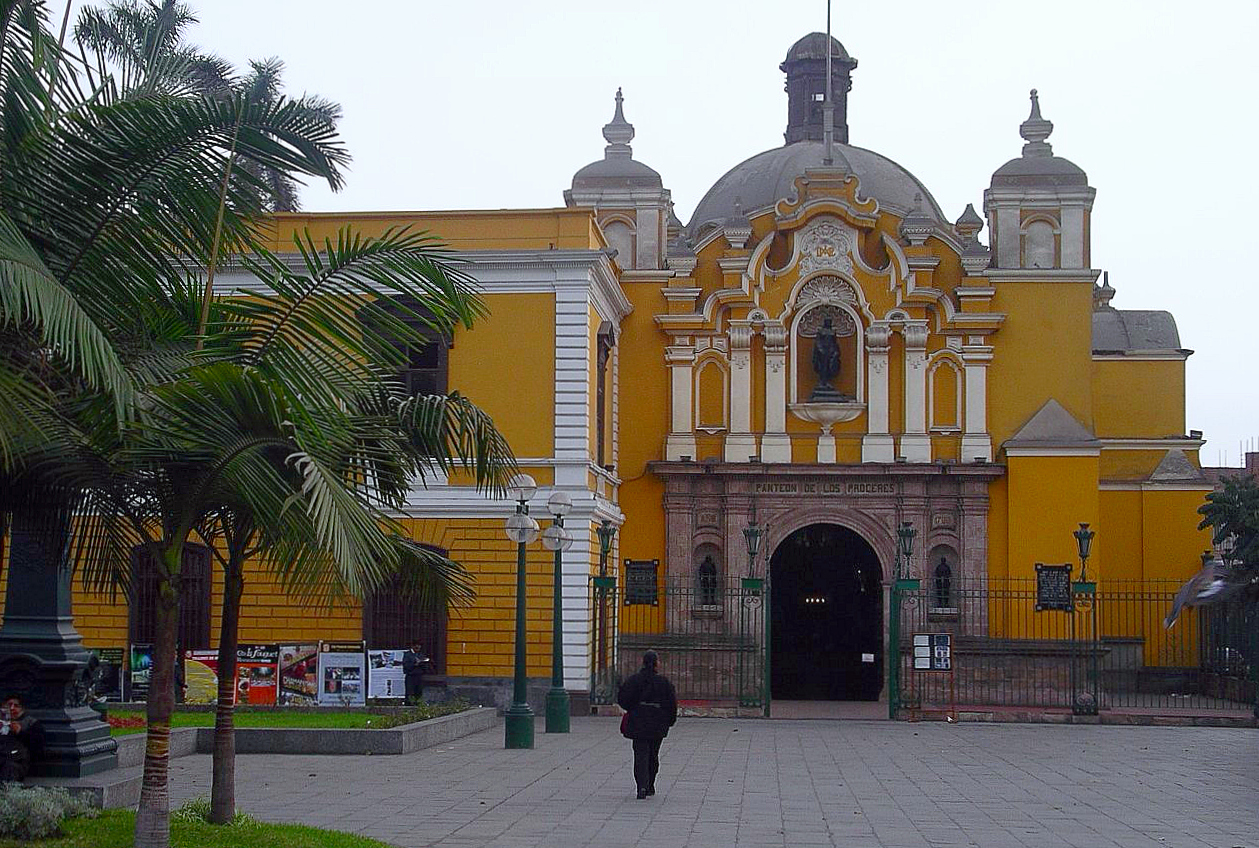
Đại học San Marcos
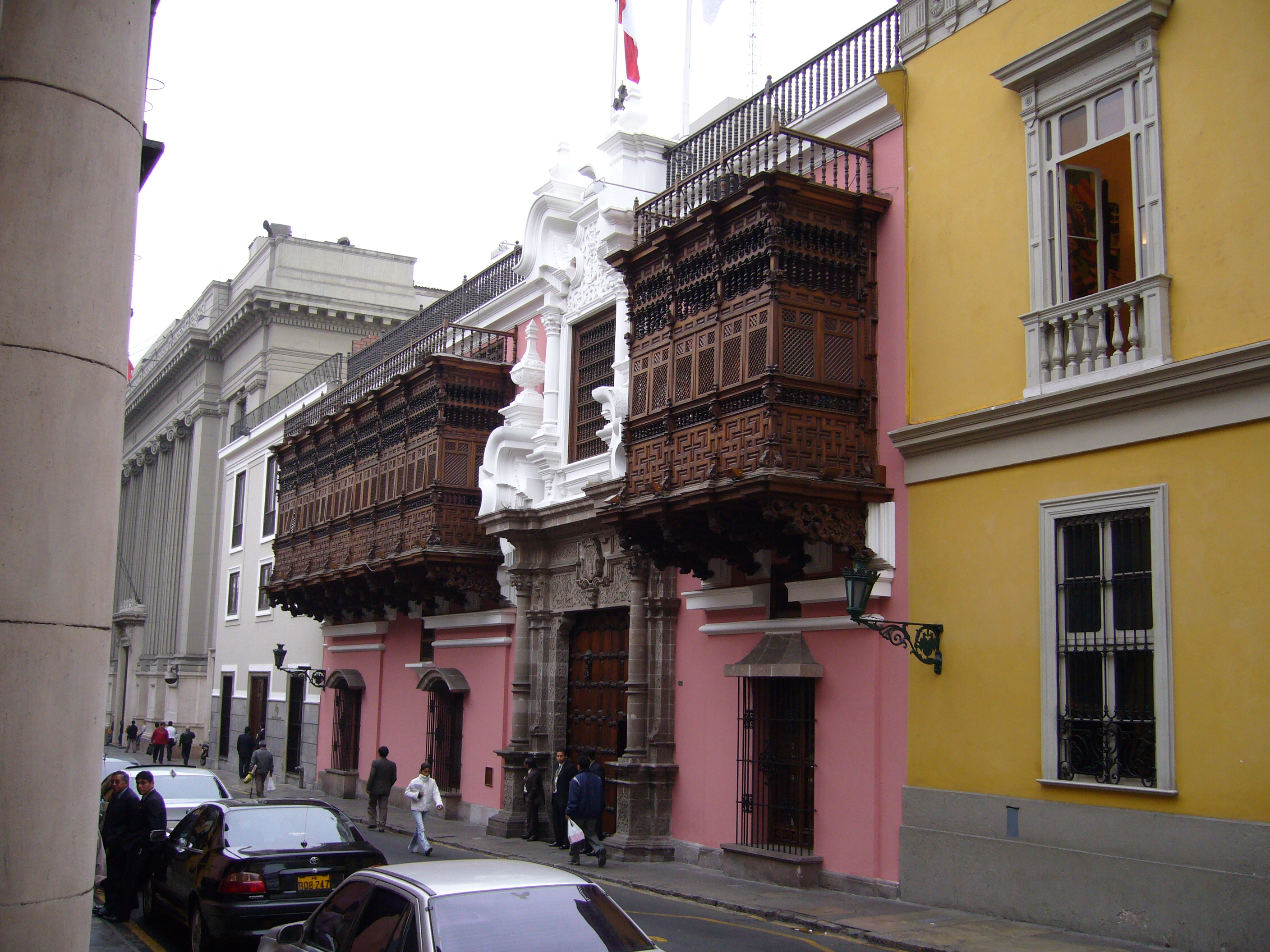
Cung điện Torre Tagle
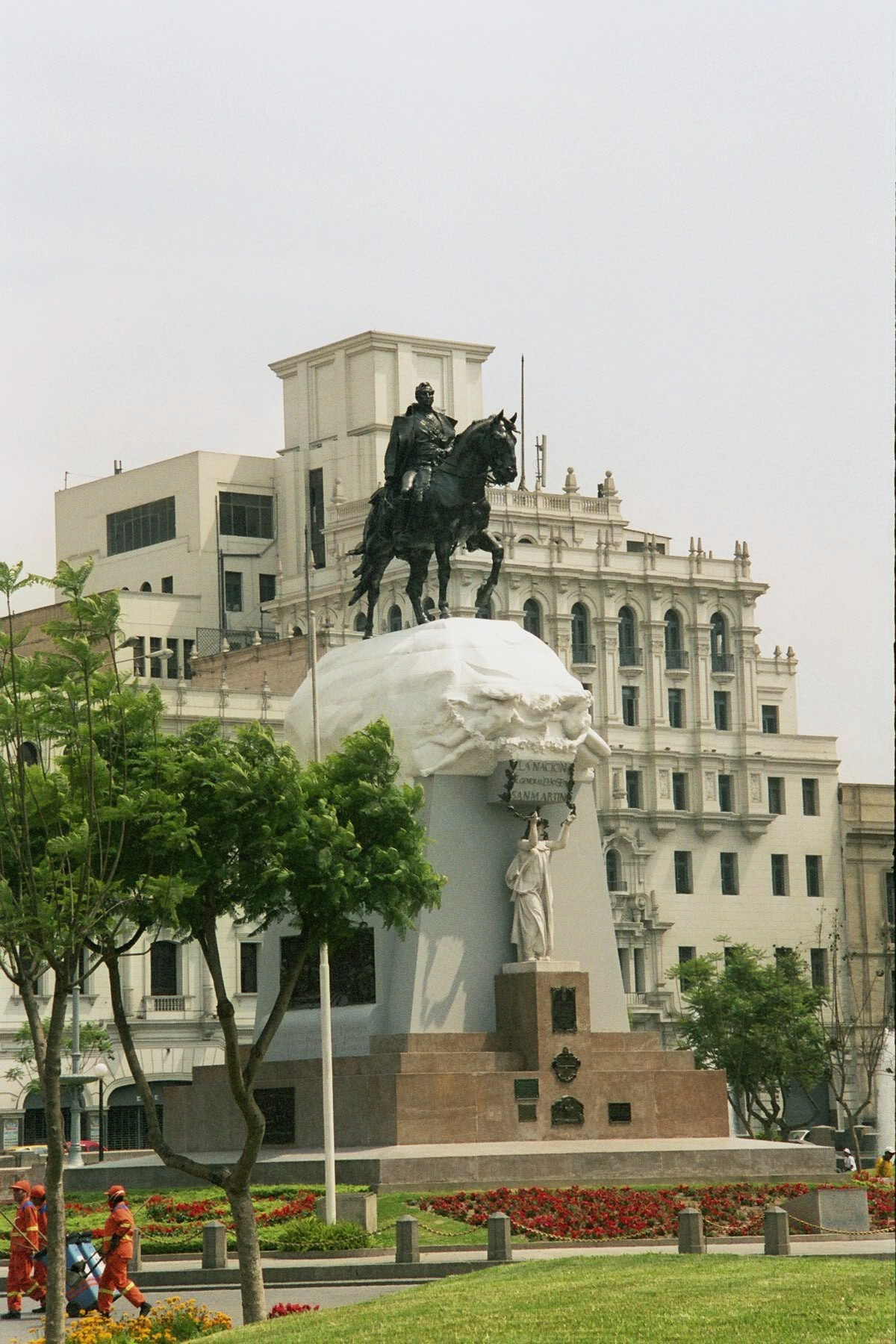
Quảng trường San Martín